# 全米映画俳優組合賞女優賞 (テレビ映画・ミニシリーズ)
全米映画俳優組合賞女優賞テレビ映画・ミニシリーズ部門（ぜんべいえいがはいゆうくみあいしょうじょゆうしょうテレビえいが・ミニシリーズぶもん、Screen Actors Guild Award for Outstanding Performance by a Female Actor in a Miniseries or Television Movie）は、テレビ映画またはミニシリーズで優れた演技を披露した女優対し映画俳優組合が贈る賞である。

## 受賞及び候補者一覧

### 1990年代
| 年   | 受賞及び候補者                 | 作品名                                         | 役名                                   |
| ---- | ------------------------------ | ---------------------------------------------- | -------------------------------------- |
| 1994 | ジョアン・ウッドワード         | 『一日の旅路』                                 | マギー・モーガン                       |
| 1994 | キャサリン・ヘプバーン         | One Christmas                                  | コーネリア・ボーモント                 |
| 1994 | ダイアン・キートン             | 『ラストフライト』                             | アメリア・イアハート                   |
| 1994 | シシー・スペイセク             | 『アニーは愛された』                           | スーザン・ランシング                   |
| 1994 | シシリー・タイソン             | 『南部の風・南軍兵士の妻が語る100年の物語』    | キャスタリア                           |
| 1995 | アルフレ・ウッダード           | The Piano Lesson                               | バーニース・チャールズ                 |
| 1995 | グレン・クローズ               | 『アーミー・エンジェル』                       | マーガレット・カマメーメイヤー         |
| 1995 | サリー・フィールド             | 『ベス/愛の軌跡』                              | ベス・アルコット・スティード・ガーナー |
| 1995 | アンジェリカ・ヒューストン     | 『バッファロー・ガールズ』                     | カラミティ・ジェーン                   |
| 1995 | セーラ・ウォード               | Almost Golden: The Jessica Savitch Story       | ジェシカ・サヴィッチ                   |
| 1996 | キャシー・ベイツ               | 『トークショー』                               | ヘレン・カシュニック                   |
| 1996 | アン・バンクロフト             | Homecoming                                     | アビゲイル・テラーマン                 |
| 1996 | ストッカード・チャニング       | 『ワンダフル・ワールド』                       | バーバラ・ホイットニー                 |
| 1996 | ジェナ・マローン               | 『冷たい一瞬を抱いて』                         | ルース・アン・"ボーン"・ボートライト役 |
| 1996 | シシリー・タイソン             | 『フォー・エバー・ライフ』                     | ジョーダン・ルーズベルト               |
| 1997 | アルフレ・ウッダード           | 『ミス・エバーズ・ボーイズ〜黒人看護婦の苦悩』 | ユーニス・エバース                     |
| 1997 | グレン・クローズ               | 『フォーエヴァー・ライフ/旅立ちの朝』          | ジャネット役                           |
| 1997 | フェイ・ダナウェイ             | The Twilight of the Golds                      | フィリス・ゴールド                     |
| 1997 | シガニー・ウィーバー           | 『グリム・ブラザーズ/スノーホワイト』          | クラウディア・ホフマン                 |
| 1997 | メア・ウィニンガム             | 『ジョージ・ウォレス/アラバマの反逆者』        | ラーリーン・ウォレス                   |
| 1998 | アンジェリーナ・ジョリー       | 『ジーア/悲劇のスーパーモデル』                | ジア・キャランジ                       |
| 1998 | アン＝マーグレット             | Life of the Party: The Pamela Harriman Story   | パメラ・ハリーマン                     |
| 1998 | ストッカード・チャニング       | The Baby Dance                                 | レイチェル・ラックマン                 |
| 1998 | オリンピア・デュカキス         | More Tales of the City                         | アニー・マドリーガル                   |
| 1998 | メアリー・スティーンバージェン | About Sarah                                    | サラ・エリザベス・マッカーフリー       |
| 1999 | ハル・ベリー                   | 『アカデミー 栄光と悲劇』                      | ドロシー・ダンドリッジ                 |
| 1999 | キャシー・ベイツ               | The Wonderful World of Disney Presents: Annie  | ミス・アガサ・ハニガン                 |
| 1999 | ジュディ・デイヴィス           | 『アイリスの秋』                               | ポーラ                                 |
| 1999 | サリー・フィールド             | 『アイリスの秋』                               | アイリス                               |
| 1999 | ヘレン・ミレン                 | The Passion of Ayn Rand                        | アイン・ランド                         |

### 2000年代
| 年   | 受賞及び候補者               | 作品名                                                 | 役名                                                                        |
| ---- | ---------------------------- | ------------------------------------------------------ | --------------------------------------------------------------------------- |
| 2000 | ヴァネッサ・レッドグレイヴ   | 『ウーマン ラブ ウーマン』                             | イーディス・ツリー                                                          |
| 2000 | ストッカード・チャニング     | The Truth About Jane                                   | ジャニス                                                                    |
| 2000 | ジュディ・デンチ             | 『ザ・ブロンド爆弾 最後のばら』                        | エリザベス                                                                  |
| 2000 | サリー・フィールド           | David Copperfield                                      | ベッツィ・トロットウッド                                                    |
| 2000 | エリザベス・フランツ         | Arthur Miller's Death of a Salesman                    | リンダ・ローマン                                                            |
| 2001 | ジュディ・デイヴィス         | 『ジュディ・ガーランド物語』                           | ジュディ・ガーランド                                                        |
| 2001 | アンジェラ・バセット         | Ruby's Bucket of Blood                                 | ルビー・ドラクロワ                                                          |
| 2001 | アンジェリカ・ヒューストン   | 『アヴァロンの霧』                                     | ヴィヴィアン                                                                |
| 2001 | シシー・スペイセク           | Midwives                                               | シビル・ダンフォース                                                        |
| 2001 | エマ・トンプソン             | 『エマ・トンプソンのウィット/命の詩』                  | ヴィヴィアン・ベアリング                                                    |
| 2002 | ストッカード・チャニング     | 『ララミー・プロジェクト』                             | マシュー・シェパード                                                        |
| 2002 | キャシー・ベイツ             | My Sister's Keeper                                     | クリスティン・チャップマン                                                  |
| 2002 | ヘレン・ミレン               | 『ドア・トゥ・ドア/バッグに愛とまごころを…』           | ミセス・ポーター                                                            |
| 2002 | ヴァネッサ・レッドグレイヴ   | 『チャーチル/大英帝国の嵐』                            | クレメンタイン・チャーチル                                                  |
| 2002 | ユマ・サーマン               | 『ユマ・サーマンの運命の人を探して』                   | デビィ・ミラー                                                              |
| 2003 | メリル・ストリープ           | 『エンジェルス・イン・アメリカ』                       | ハンナ・ピット / エセル・ローゼンバーグ / ラビ / エンジェル・オーストラリア |
| 2003 | アン・バンクロフト           | The Roman Spring of Mrs. Stone                         | 伯爵夫人                                                                    |
| 2003 | ヘレン・ミレン               | The Roman Spring of Mrs. Stone                         | カレン・ストーン                                                            |
| 2003 | メアリー＝ルイーズ・パーカー | 『エンジェルス・イン・アメリカ』                       | ハーパー・ピット                                                            |
| 2003 | エマ・トンプソン             | 『エンジェルス・イン・アメリカ』                       | エミリー看護師 / ホームレスの女 / エンジェル・アメリカ                      |
| 2004 | グレン・クローズ             | 『THE LION IN WINTER 冬のライオン』                    | アリエノール・ダキテーヌ                                                    |
| 2004 | パトリシア・ヒートン         | 『新グッバイガール』                                   | ポーラ・マクファーデン                                                      |
| 2004 | キキ・パーマー               | 『ウール・キャップ/あなたの笑顔』                      | ロウ                                                                        |
| 2004 | ヒラリー・スワンク           | 『アイアン・エンジェルズ/自由への闘い』                | アリス・ポール                                                              |
| 2004 | シャーリーズ・セロン         | 『ライフ・イズ・コメディ! ピーター・セラーズの愛し方』 | ブリット・エクランド                                                        |
| 2005 | S・エパサ・マーカーソン      | 『ブルース・イン・ニューヨーク』                       | レイチェル                                                                  |
| 2005 | トナンツィン・カルメロ       | 『INTO THE WEST イントゥー・ザ・ウエスト』             | サンダー・ハート・ウーマン                                                  |
| 2005 | シンシア・ニクソン           | Warm Springs                                           | エレノア・ルーズベルト                                                      |
| 2005 | ロビン・ライト               | 『追憶の街 エンパイア・フォールズ』                    | グレイス                                                                    |
| 2005 | ジョアン・ウッドワード       | 『追憶の街 エンパイア・フォールズ』                    | フランシーヌ・ホワイティング                                                |
| 2006 | ヘレン・ミレン               | 『エリザベス1世 〜愛と陰謀の王宮〜』                   | エリザベス1世                                                               |
| 2006 | アネット・ベニング           | 『ミセス・ハリスの犯罪』                               | ジーン・ハリス                                                              |
| 2006 | シャーリー・ジョーンズ       | Hidden Places                                          | バティ                                                                      |
| 2006 | クロリス・リーチマン         | 『ミセス・ハリスの犯罪』                               | パール・シュワルツ                                                          |
| 2006 | グレタ・スカッキ             | 『ブロークン・トレイル 遥かなる旅路』                  | ノラ・ジョンズ                                                              |
| 2007 | クィーン・ラティファ         | Life Support                                           | アナ・ウォレス                                                              |
| 2007 | エレン・バースティン         | Mitch Albom’s For One More Day                         | ポージー                                                                    |
| 2007 | デブラ・メッシング           | 『スターター・ワイフ』                                 | モリー・ケイガン                                                            |
| 2007 | アンナ・パキン               | Bury My Heart at Wounded Knee                          | エレイン・グッデール                                                        |
| 2007 | ヴァネッサ・レッドグレイヴ   | The Fever                                              | 女性                                                                        |
| 2007 | ジーナ・ローランズ           | 『神さまは太陽のあたたかさ』                           | メリッサ・アイゼンブルーム                                                  |
| 2008 | ローラ・リニー               | John Adams                                             | アビゲイル・アダムズ                                                        |
| 2008 | ローラ・ダーン               | 『リカウント』                                         | キャサリン・ハリス                                                          |
| 2008 | シャーリー・マクレーン       | 『ココ・シャネル』                                     | ココ・シャネル                                                              |
| 2008 | フィリシア・ラシャド         | A Raisin in the Sun                                    | レナ・ヤンガー                                                              |
| 2008 | スーザン・サランドン         | 『バーナード・アンド・ドリス』                         | ドリス・デューク                                                            |
| 2009 | ドリュー・バリモア           | 『グレイ・ガーデンズ 追憶の館』                        | リトル・イディ・ビール                                                      |
| 2009 | ジョアン・アレン             | Georgia O'Keeffe                                       | ジョージア・オキーフ                                                        |
| 2009 | ルビー・ディー               | America                                                | ミセス・ハーパー                                                            |
| 2009 | ジェシカ・ラング             | 『グレイ・ガーデンズ 追憶の館』                        | ビッグ・イディ・ビール                                                      |
| 2009 | シガニー・ウィーバー         | Prayers for Bobby                                      | メアリー・グリフィス                                                        |

### 2010年代
| 年   | 受賞及び候補者             | 作品名                                            | 役名                                 |
| ---- | -------------------------- | ------------------------------------------------- | ------------------------------------ |
| 2010 | クレア・デインズ           | 『テンプル・グランディン 〜自閉症とともに』       | テンプル・グランディン               |
| 2010 | キャサリン・オハラ         | 『テンプル・グランディン 〜自閉症とともに』       | アン                                 |
| 2010 | ジュリア・オーモンド       | 『テンプル・グランディン 〜自閉症とともに』       | ユーステーシア・グランディン         |
| 2010 | ウィノナ・ライダー         | When Love Is Not Enough: The Lois Wilson Story    | ルイス・ウィルソン                   |
| 2010 | スーザン・サランドン       | 『死を処方する男 ジャック・ケヴォーキアンの真実』 | ジャネット・グッド                   |
| 2011 | ケイト・ウィンスレット     | 『ミルドレッド・ピアース 幸せの代償』             | ミルドレッド・ピアース               |
| 2011 | ダイアン・レイン           | Cinema Verite                                     | パット・ラウド                       |
| 2011 | マギー・スミス             | 『ダウントン・アビー』                            | 先代グランサム伯爵未亡人バイオレット |
| 2011 | エミリー・ワトソン         | Appropriate Adult                                 | ジャネット・リーチ                   |
| 2011 | ベティ・ホワイト           | The Lost Valentine                                | キャロライン・トマス                 |
| 2012 | ジュリアン・ムーア         | 『ゲーム・チェンジ 大統領選を駆け抜けた女』       | サラ・ペイリン                       |
| 2012 | ニコール・キッドマン       | 『私が愛したヘミングウェイ』                      | マーサ・ゲルホーン                   |
| 2012 | シャーロット・ランプリング | Restless                                          | エヴァ                               |
| 2012 | シガニー・ウィーバー       | Political Animals                                 | エレイン・バリッシュ・ハモンド       |
| 2012 | アルフレ・ウッダード       | Steel Magnolias                                   | Ousier                               |
| 2013 | ヘレン・ミレン             | Phil Spector                                      | リンダ・ケニー・バーデン             |
| 2013 | アンジェラ・バセット       | Betty and Coretta                                 | コレッタ・スコット・キング           |
| 2013 | ヘレナ・ボナム＝カーター   | Burton & Taylor                                   | エリザベス・テイラー                 |
| 2013 | ホリー・ハンター           | 『トップ・オブ・ザ・レイク 〜消えた少女〜』       | GJ                                   |
| 2013 | エリザベス・モス           | 『トップ・オブ・ザ・レイク 〜消えた少女〜』       | ロビン・グリフィン                   |

## 複数回表彰者

### 複数回受賞
2回
- アルフレ・ウッダード（The Piano Lesson、『ミス・エバーズ・ボーイズ〜黒人看護婦の苦悩』）
- ヘレン・ミレン（『エリザベス1世 〜愛と陰謀の王宮〜』、Phil Spector）

### 複数回候補者
2回
- アンジェラ・バセット（Ruby's Bucket of Blood、Betty and Coretta）
- アン・バンクロフト（Homecoming、The Roman Spring of Mrs. Stone）
- ジュディ・デイヴィス（『アイリスの秋』、『ジュディ・ガーランド物語』）
- アンジェリカ・ヒューストン（『バッファロー・ガールズ』、『アヴァロンの霧』）
- スーザン・サランドン（『バーナード・アンド・ドリス』、『死を処方する男 ジャック・ケヴォーキアンの真実』）
- エマ・トンプソン（『エマ・トンプソンのウィット/命の詩』、『エンジェルス・イン・アメリカ』）

3回
- キャシー・ベイツ（『トークショー』、Annie、My Sister's Keeper）
- グレン・クローズ（『アーミー・エンジェル』、『フォーエヴァー・ライフ/旅立ちの朝』、『THE LION IN WINTER 冬のライオン』）
- サリー・フィールド（『ベス/愛の軌跡』、『アイリスの秋』、David Copperfield)
- ヴァネッサ・レッドグレイヴ（『ウーマン ラブ ウーマン』、『チャーチル/大英帝国の嵐』、The Fever）
- シガニー・ウィーバー（『グリム・ブラザーズ/スノーホワイト』、Prayers for Bobby、Political Animals）
- アルフレ・ウッダード（The Piano Lesson、『ミス・エバーズ・ボーイズ〜黒人看護婦の苦悩』、Steel Magnolias）

4回
- ストッカード・チャニング（『ワンダフル・ワールド』、The Baby Dance、The Truth About Jane、『ララミー・プロジェクト』）
- ヘレン・ミレン（The Passion of Ayn Rand、『ドア・トゥ・ドア/バッグに愛とまごころを…』、The Roman Spring of Mrs. Stone、『エリザベス1世 〜愛と陰謀の王宮〜』、Phil Spector）